# Nelson (Canada)
Nelson is een stad in het zuiden van Brits-Columbia, in het westen van Canada. Het stadje ligt in de Selkirk Mountains, aan het meer Kootenay. De bijnaam is ook wel Queen City (Koninginnestad), door haar vele gerestaureerde historische gebouwen in het centrum. In 2021 had het stadje 11.106 inwoners.
Nelson heeft de reputatie een liberale stad en cultureel centrum te zijn. Er zijn vele cafés, restaurants en andere uitgaansgelegenheden gevestigd.